# Benzaldehid
Benzaldehid (benz[en]+ aldehid; C6H5CHO) je najjednostavniji i najvažniji aromatski aldehid.

## Osobine i svojstva
Benzaldehid je jedan od produkata hidrolize cijanogenetskog glikozida amigdalina (grč. amygdalon; badem) koji se nalazi u sjemenkama članova roda šljiva. Nekada su ga nazivali uljem gorkih badema.
Bezbojna je tekućina, karakteristična mirisa na badem, vrelište 178.1 °C. U prirodi vezan u glikozidu amigdalinu.
Benzaldehid je igrao važnu ulogu u radu koji je položio temelje strukturnoj organskoj kemiji, jer su Liebig i Woehler pokazali da se radikal benzoil (C6H5CO) može prevesti netaknut kroz mnogo kemijskih transformacija.

## Dobivanje
Benzaldehid se industrijski priređuje hidrolizom benzilidenklorida, jednog od produkata kloriranja pobočnog lanca toluena.
Laboratorijski se može pripraviti:
1. Oksidacijom toluena
2. Hidrolizom benzal-klorida (C6H5CHCl2)

## Upotreba
Upotrebljava se najviše u sintezi organskih spojeva, ponajviše u proizvodnji cimetne kiseline, kao sirovina za boje, za pripravu ljekova, u izvjesnoj mjeri upotrebljava se u parfimeriji kao mirodija i kao parfem, u pčelarstvu, itd.